# Psammophora
Psammophora là chi thực vật có hoa trong họ Aizoaceae.